# Охотникове
Охо́тникове (до 1948 року — Джага́-Кушчу́; крим. Cağa Quşçu) — село Євпаторійського району Автономної Республіки Крим.
Відстань від райцентру до населеного пункта становить 19 кілометрів по прямій.
В селі знаходиться мечеть Джага-Кушчу Джамісі.

## Уродженці
- Микола Рослий — військовий 711-го полку охорони Державної спеціальної служби транспорту МОУ, позивний Ляко, поліг 30 жовтня 2022 року поблизу села Водяне на Донеччині.[3]